# Patinaje de velocidad en los Juegos Olímpicos de Milán-Cortina d'Ampezzo 2026
Las competiciones de patinaje de velocidad en los Juegos Olímpicos de Milán-Cortina d'Ampezzo 2026 se realizarán en el Estadio de Hielo de Baselga di Piné en febrero de 2026.
En total se disputarán en este deporte catorce pruebas diferentes, siete masculinas y siete femeninas.